# Brad Johnson (fútbol americano)
James Bradley "Brad" Johnson (nacido el 13 de septiembre de 1968) es un quarterback de fútbol americano. Johnson creció en Black Mountain, Carolina del Norte. En la Universidad Estatal de Florida, Johnson originalmente jugaba baloncesto universitario antes de cambiar al fútbol en su tercer año. Los Minnesota Vikings seleccionaron a Johnson en la novena ronda del Draft de la NFL de 1992. Pasó siete temporadas con los Vikings y dos temporadas con los Washington Redskins antes de convertirse en el mariscal de campo titular de los Tampa Bay Buccaneers en 2001. Lideró a los Buccaneers al título del Super Bowl XXXVII. Jugó para los Buccaneers durante cuatro temporadas desde 2001 hasta 2004, los Minnesota Vikings por dos temporadas más desde 2005 hasta 2006, y los Dallas Cowboys donde jugó en 2007.
Johnson es notable por su juego de 1997 contra Carolina Panthers en el que se convirtió en el primer jugador en la historia de la NFL en completar un pase de touchdown para sí mismo. Siguió siendo el único jugador en lograr la extraña hazaña hasta el 6 de enero de 2018, cuando Marcus Mariota se convirtió en el primero en hacerlo en un juego de postemporada contra Kansas City Chiefs.

## Estadísticas profesionales
Todas las estadísticas y logros son cortesía de la NFL, Minnesota Vikings, Washington Redskins, Tampa Bay Buccaneers, Dallas Cowboys y Pro-Football.

### Temporada regular
| Temporada | Equipo  | Juegos | Registro (V-D) | PT  | Pases | Pases | Pases | Pases  | Pases | Pases | Pases | Pases | Pases  | Acarreos | Acarreos | Acarreos | Acarreos | Acarreos | Capturas | Capturas | Fumbles | Fumbles |
| Temporada | Equipo  | Juegos | Registro (V-D) | PT  | Comp  | Att   | Pct   | Yds    | YPA   | Lg    | TD    | Int   | Índice | Att      | Yds      | Prom     | Lg       | TD       | Cap      | Yds      | Fum     | Perd    |
| --------- | ------- | ------ | -------------- | --- | ----- | ----- | ----- | ------ | ----- | ----- | ----- | ----- | ------ | -------- | -------- | -------- | -------- | -------- | -------- | -------- | ------- | ------- |
| 1994      | MIN     | 4      |                | 0   | 22    | 37    | 59.5  | 150    | 4.1   | 15    | 15    | 0     | 68.5   | 2        | -2       | -1.0     | -1       | 0        | 1        | 5        | --      | --      |
| 1995      | MIN     | 5      |                | 0   | 25    | 36    | 69.4  | 272    | 7.6   | 39    | 39    | 2     | 68.3   | 9        | -9       | -1.0     | 3        | 0        | 2        | 18       | 2       | 0       |
| 1996      | MIN     | 12     | 5-3            | 8   | 195   | 311   | 62.7  | 2258   | 7.3   | 82    | 82    | 10    | 89.4   | 34       | 90       | 2.6      | 13       | 1        | 15       | 119      | 5       | 1       |
| 1997      | MIN     | 13     | 8-5            | 13  | 275   | 452   | 60.8  | 3036   | 6.7   | 56    | 56    | 12    | 84.5   | 35       | 139      | 4.0      | 28       | 0        | 26       | 164      | 4       | 1       |
| 1998      | MIN     | 4      | 2-0            | 2   | 65    | 101   | 64.4  | 747    | 7.4   | 48    | 48    | 5     | 89.0   | 12       | 15       | 1.3      | 6        | 0        | 4        | 30       | 1       | 1       |
| 1999      | WSH     | 16     | 10-6           | 16  | 316   | 519   | 60.9  | 4005   | 7.7   | 65    | 65    | 13    | 90.0   | 26       | 31       | 1.2      | 12       | 2        | 29       | 177      | 12      | 6       |
| 2000      | WSH     | 12     | 7-4            | 11  | 228   | 365   | 62.5  | 2505   | 6.9   | 77    | 77    | 15    | 75.7   | 22       | 58       | 2.6      | 21       | 1        | 20       | 150      | 5       | 3       |
| 2001      | TB      | 16     | 9-7            | 16  | 340   | 559   | 60.8  | 3406   | 6.1   | 47    | 47    | 11    | 77.7   | 39       | 120      | 3.1      | 21       | 3        | 44       | 269      | 4       | 2       |
| 2002      | TB      | 13     | 10-3           | 13  | 281   | 451   | 62.3  | 3049   | 6.8   | 76    | 76    | 6     | 92.9   | 13       | 30       | 2.3      | 6        | 0        | 21       | 121      | 8       | 2       |
| 2003      | TB      | 16     | 7-9            | 16  | 354   | 570   | 62.1  | 3811   | 6.7   | 76    | 76    | 21    | 81.5   | 25       | 33       | 1.3      | 13       | 0        | 20       | 111      | 6       | 2       |
| 2004      | TB      | 4      | 0-4            | 4   | 65    | 103   | 63.1  | 674    | 6.5   | 54    | 54    | 3     | 79.5   | 5        | 23       | 4.6      | 7        | 0        | 8        | 55       | 2       | 1       |
| 2005      | MIN     | 15     | 7-2            | 9   | 184   | 294   | 62.6  | 1885   | 6.4   | 80    | 80    | 4     | 88.9   | 18       | 53       | 2.9      | 16       | 0        | 23       | 134      | 5       | 3       |
| 2006      | MIN     | 15     | 6-8            | 14  | 270   | 439   | 61.5  | 2750   | 6.3   | 46    | 46    | 15    | 72.0   | 29       | 82       | 2.8      | 10       | 1        | 29       | 200      | 9       | 4       |
| 2007      | DAL     | 16     |                | 0   | 7     | 11    | 63.6  | 79     | 7.2   | 35    | 35    | 0     | 85.0   | 5        | -5       | -1.0     | 0        | 0        | 1        | 9        | --      | --      |
| 2008      | DAL     | 16     | 1-2            | 3   | 41    | 78    | 52.6  | 427    | 5.5   | 36    | 36    | 5     | 50.5   | 2        | -1       | -0.5     | 0        | 0        | 8        | 54       | 1       | 0       |
| Carrera   | Carrera | 177    | 72-53          | 125 | 2,668 | 4,326 | 61.7  | 29,054 | 6.7   | 80    | 82    | 122   | 82.5   | 276      | 657      | 2.4      | 28       | 8        | 251      | 1,616    | 64      | 26      |

### Playoffs
| Temporada | Equipo  | Juegos | Registro (V-D) | PT | Pases | Pases | Pases | Pases | Pases | Pases | Pases | Pases | Pases  | Acarreos | Acarreos | Acarreos | Acarreos | Acarreos | Capturas | Capturas | Fumbles | Fumbles |
| Temporada | Equipo  | Juegos | Registro (V-D) | PT | Comp  | Att   | Pct   | Yds   | YPA   | Lg    | TD    | Int   | Índice | Att      | Yds      | Prom     | Lg       | TD       | Cap      | Yds      | Fum     | Perd    |
| --------- | ------- | ------ | -------------- | -- | ----- | ----- | ----- | ----- | ----- | ----- | ----- | ----- | ------ | -------- | -------- | -------- | -------- | -------- | -------- | -------- | ------- | ------- |
| 1996      | MIN     | 1      | 0-1            | 1  | 15    | 27    | 55.6  | 208   | 7.7   | 50    | 1     | 2     | 62.0   | 3        | 14       | 4.7      | 8        | 1        | 2        | 3        | --      | --      |
| 1999      | WSH     | 2      | 1-1            | 2  | 35    | 63    | 55.6  | 323   | 5.1   | 30    | 1     | 1     | 55.2   | 1        | 0        | 3.8      | 0        | 0        | 4        | 36       | 1       | 1       |
| 2001      | TB      | 1      | 0-1            | 1  | 22    | 36    | 61.1  | 202   | 5.6   | 46    | 0     | 0     | 36.8   | 1        | 2        | 5.1      | 2        | 0        | 1        | 7        | 1       | 0       |
| 2002      | TB      | 3      | 3-0            | 3  | 53    | 98    | 54.1  | 670   | 6.8   | 71    | 5     | 5     | 79.9   | 8        | 13       | 6.6      | 10       | 0        | 1        | 9        | 1       | 0       |
| 2007      | DAL     | 1      | 0-0            | 0  | 0     | 0     |       | 0     |       | 0     | 0     | 0     |        | 0        | 0        |          | 0        | 0        | --       | --       | --      | --      |
| Carrera   | Carrera | 8      | 4-3            | 7  | 125   | 224   | 55.8  | 1,403 | 6.3   | 71    | 7     | 12    | 94.1   | 13       | 29       | 2.2      | 10       | 1        | 8        | 55       | 3       | 1       |

### Super Bowl
| Temporada | Equipo  | Rival   | Edición | Resultado | Pases | Pases | Pases | Pases | Pases | Pases | Pases | Pases | Pases  | Acarreos | Acarreos | Acarreos | Acarreos | Acarreos | Capturas | Capturas | Fumbles | Fumbles |
| Temporada | Equipo  | Rival   | Edición | Resultado | Comp  | Att   | Pct   | Yds   | YPA   | Lg    | TD    | Int   | Índice | Att      | Yds      | Prom     | Lg       | TD       | Cap      | Yds      | Fum     | Perd    |
| --------- | ------- | ------- | ------- | --------- | ----- | ----- | ----- | ----- | ----- | ----- | ----- | ----- | ------ | -------- | -------- | -------- | -------- | -------- | -------- | -------- | ------- | ------- |
| 2002      | TB      | OAK     | XLVIII  | V 48-21   | 18    | 34    | 52.9  | 215   | 6.8   | 33    | 2     | 1     | 79.9   | 1        | 10       | 10.0     | 10       | 0        | 0        | 0        | --      | --      |
| Carrera   | Carrera | Carrera | 1       | 1-0       | 18    | 34    | 52.9  | 215   | 6.8   | 33    | 2     | 1     | 79.9   | 1        | 10       | 10.0     | 10       | 0        | 0        | 0        | --      | --      |